# Ghader Mizbani
Ghader Mizbani Iranagh (em persa: قادر میزبانی ایرانق; nascido em 6 de setembro de 1975) é um ciclista profissional olímpico iraniano.
Mizbani competiu representando o Irã na prova de estrada nos Jogos Olímpicos de Verão de 2008, em Pequim.